# Бојкот летњих Олимпијских игара 1980.
Бојкот летњих олимпијских игара 1980. био је део низа акција које су покренуле Сједињене Америчке Државе у знак протеста против совјетске инвазије на Авганистан. Совјетски Савез, који је био домаћин Летњих олимпијских игара 1980. у Москви, и сателитске државе су касније бојкотовали Летње олимпијске игре 1984. у Лос Анђелесу.

## Историјска позадина
Западне владе су први пут размотриле идеју о бојкоту ОИ у Москви 1980. као одговор на ситуацију у Авганистану на састанку представника НАТО-а 20. децембра 1979. године. Идеја није била потпуно нова за свет: средином 1970-их, предлози за бојкот Олимпијаде су широко кружили међу активистима за људска права и групама као санкција за совјетско кршење људских права. У то време, врло мали број влада чланица је изразио интересовање за предлог. Међутим, ова идеја је стекла популарност почетком јануара 1980. године када је совјетски нуклеарни научник и дисидент Андреј Сахаров позвао на бојкот. Картерова администрација се 14. јануара 1980. придружила Сахаровљевом апелу и поставила рок до којег се Совјетски Савез мора повући из Авганистана или се суочити са последицама, укључујући међународни бојкот игара. канадски премијер Џо Кларк је 26. јануара 1980. објавио да ће Канада, као и САД, бојкотовати Олимпијске игре ако совјетске снаге не напусте Авганистан до 20. фебруара 1980. Картер је такође предложио да се Олимпијада трајно пресели у Грчку како би се елиминисало питање политизације домаћина Игара, али је Међународни олимпијски комитет (МОК) одбацио ову идеју.
Када је рок од месец дана прошао без икаквих промена у ситуацији у Централној Азији, Картер је натерао савезнике САД да повуку своје олимпијске тимове са предстојећих игара.
Крајем јануара, совјетски режим се припремио да се суочи са „непријатељском кампањом“. Како документи совјетског Централног комитета показују, поред сопствених пропагандних напора, он се ослањао на МОК и његових 89 чланова да се понашају као у прошлости (нпр. након совјетске инвазије на Мађарску 1956. и Чехословачку 1968.), а не да под притиском националних влада. Напомиње се да су влада и Национални олимпијски комитет Француске већ изразили спремност да учествују.
Након састанка 24. априла, шеф Олимпијског комитета Сједињених Држава (УСОЦ) Роберт Кане рекао је МОК-у да би УСОЦ био спреман да пошаље тим у Москву ако дође до „спектакуларне промене у међународној ситуацији“ у наредним недељама.
У покушају да спаси Игре, лорд Киланин, тадашњи председник МОК-а, договорио је да се састане и разговара о бојкоту са Џимијем Картером и совјетским генералним секретаром Леонидом Брежњевом, пре новог рока 24. маја. Киланин је инсистирао да се Игре наставе по плану, док је председник Картер поново потврдио став САД да бојкотују Игре осим ако се Совјетски Савез не повуче из Авганистана.
МОК је протестовао, тврдећи да су притисци САД и других земаља које подржавају бојкот неприкладно средство за постизање политичког циља, а жртве ове акције би били спортисти. Западнонемачки канцелар Хелмут Шмит рекао је да је неприхватљив амерички став да би савезници „једноставно требало да ураде оно што им се каже“, иако се Западна Немачка ипак придружила бојкоту.
Неки совјетски дисиденти изразили су мишљење да би бојкот био снажна порука Совјетском Савезу који је прекршио олимпијска правила (користећи допинг који је спонзорисала држава и професионалне спортисте упркос чињеници да су правила тог времена дозвољавала само аматерима) да остварују своје политичке циљеве.

### Одговори по земљама и континентима
Боксер Мухамед Али отпутовао је у Танзанију, Нигерију и Сенегал како би безуспешно убедио своје лидере да се придруже бојкоту. Он је, међутим, успешно убедио кенијску владу да бојкотује ОИ.
Многе земље су се на крају придружиле САД у потпуном бојкоту Игара. Међу њима су били Јапан и Западна Немачка, чији је канцелар Шмит успео да убеди Олимпијски комитет Западне Немачке да подржи бојкот. Кина, Филипини, Чиле, Аргентина и Норвешка су такође у потпуности бојкотовали Игре. Неке од ових земаља су се такмичиле на алтернативним спортским такмилчењима. Израел се такође придружио бојкоту у знак протеста против совјетске војне агресије, али и због совјетске антисемитске и антиизраелске политике.
Владе Уједињеног Краљевства, Француске и Аустралије подржале су бојкот, али су сваку коначну одлуку о учешћу спортиста своје земље препустиле својим националним олимпијским клубовима и одлукама њихових појединачних спортиста. Уједињено Краљевство и Француска послале су много мању атлетску делегацију него што је то првобитно било могуће. Британска удружења која су управљала коњичким спортом, хокејем, стрељаштвом и јахтањем у потпуности су бојкотовала Летње олимпијске игре 1980. године.
Шпанија, Италија, Шведска, Исланд и Финска биле су ученисци из запада Европе на Играма. Од њих, Шпанија и Италија учествовале су под неутралном заставом са олимпијском химном која је свирала на било којој церемонији. Италијански спортисти који служе у њеном војном корпусу, међутим, нису могли да присуствују Играма због званичне подршке националне владе бојкоту. Многи догађаји су били погођени губитком учесника, а неки спортисти рођени у САД који су били држављани других земаља, попут Италије и Аустралије, такмичили су се у Москви.
Чврсти непријатељ САД-а под новом теократијом ајатолаха Хомеинија, Иран је такође бојкотовао Игре у Москви након што се Хомеини придружио осуди инвазије на Авганистан од стране Уједињених нација и Исламске конференције. Исламска конференција је позвала на бојкот Москве након инвазије; Ајатолах је у међувремену оптужио Москву да је наоружала Белуџе против његовог режима.

### Спортисти и спортисти који се такмиче без државних застава или химни
Лорд Киланин је дозволио спортистима квалификованим за НОК да се такмиче на Играма без својих националних застава или химни (што је омогућило НОК-има да шаљу спортисте у ненационалном контексту), али то није дозволило другим појединцима који немају санкцију НОК-а да учествују на Играма, као МОК је ово схватио као потенцијално слабљење њиховог ауторитета. Четири такмичара (укључујући једног спортисту) са Новог Зеланда такмичили су се самостално и марширали под својом заставом НОК-а јер је влада званично подржала бојкот. Спортисти 16 земаља нису истицали своје националне заставе. Уместо тога, подигнуте су олимпијске заставе, а олимпијска химна заменила је њихове националне химне на церемонији доделе медаља. Одржана је и једна церемонија доделе награда на којој су подигнуте три олимпијске заставе, што је била мушка индивидуална потера у бициклизму.
На церемонији отварања Параде нација, 16 земаља које делимично бојкотују послало је само заставоношу да маршира за носиоцем плаката, а да остатак делегације не прати носиоца заставе.

### Остале модификације
По традицији, градоначелник претходног града домаћина ( Монтреал, Канада) предаје олимпијску заставу, али је градоначелник Монтреала Жан Драпо био спречен да присуствује због бојкота. Сандра Хендерсон и Стефан Префонтаине, последњи носиоци бакљи на претходним играма, присуствовали су уместо њега.
Правила протокола церемоније затварања налагала су да застава следећег домаћина треба да буде подигнута, али су се Сједињене Америчке Државе „снажно успротивиле“ плановима МОК-а да спроведе ово правило. Током 83. заседања МОК-а непосредно пре Игара, директорка МОК-а Моник Берлију открила је „рупу“ у којој се француска и енглеска верзија правила разликују; једна верзија је навела да користи заставу земље града организатора док је друга навела да користи заставу града организатора. Берлиоук и шеф LAOOC-а Питер Уеберрот пристали су да уместо тога користе заставу града Лос Анђелеса. Олимпијска химна одсвирана је уместо химне Сједињених Америчких Држава.
Заставу Антверпа примио је члан МОК-а из Сједињених Америчких Држава уместо градоначелника Лос Анђелеса Тома Бредлија; није било примопредаје Лос Анђелесу на церемонији затварања.

## Земље које нису учеснице
Шездесет седам земаља које су позване на Олимпијске игре 1980, плус Катар, није учествовало из различитих разлога. Неке земље су бојкотовале а подршку бојкоту и економских разлога (Катарски национални олимпијски комитет је признат 1980. године, али не на време да класификује спортисте за Игре). Тајван је одбио да учествује као резултат Резолуције из Нагоје из 1979. године, у којој је Народна Република Кина пристала да учествује у активностима МОК-а ако се Тајван назива Кинески Тајпеј НОЦ. Међутим, друга интерна питања навела су Кину да не пошаље делегацију ни на Летње олимпијске игре 1980.
1. ↑  Smothers, Ronald (19. 7. 1996). „Bitterness Lingering Over Carter's Boycott”. The New York Times. 145 (50493).
2. ↑  Doder, Dusko (9. 5. 1984). „Soviets Withdraw From Los Angeles Olympics” — преко www.washingtonpost.com.
3. ↑  Tulli, Umberto (новембар 2016). „Bringing Human Rights In: The Campaign Against the 1980 Moscow Olympic Games and the Origins of the Nexus Between Human Rights and the Olympic Games”. The International Journal of the History of Sport. 33 (16): 2026—2045. doi:10.1080/09523367.2017.1315104.
4. ↑  „Historica Canada”. www.historicacanada.ca. Архивирано из оригинала 20. 12. 2016. г. Приступљено 16. 8. 2016.
5. ↑  Treadaway, Dan (5. 8. 1996). „Carter stresses role of Olympics in promoting global harmony”. Emory Report. 48 (37).
6. ↑  „The Olympic Boycott, 1980”. U.S. Department of State Archive.
7. ↑  Smith, Terence (20. 1. 1980). „The President Said Nyet”. The New York Times.
8. ↑  „Secretariat: Planning a response to the hostile campaign against participation in the Moscow Olympics, 29 January 1980, St 195/3, The Bukovsky Archives: Communism on Trial.”. Архивирано из оригинала 23. 8. 2017. г. Приступљено 11. 7. 2017.
9. 1 2  American Embassy Memorandum to Secretary of State, "Olympics: Lausanne IOC EXCOM Meeting" Архивирано на веб-сајту  (25. јул 2020), 23 April 1980, US Department of State, FOIA
10. ↑  Secretary of State Memorandum to All Diplomatic and Consular Posts Immediate, "Olympics: Mid-May Update", 16 May 1980, US Department of State, FOIA
11. ↑  American Embassy Memorandum to Secretary of State and White House, "Olympics: IOC Message to Mr. Cutler" Архивирано на веб-сајту  (25. јул 2020), April 27, 1980, US Department of State, FOIA
12. ↑  Sarantakes, Nicholas Evan (2011). Dropping the Torch: Jimmy Carter, the Olympic Boycott, and the Cold War (на језику: енглески). Cambridge University Press. стр. 121. ISBN 978-0-521-19477-8. OCLC 768096651.
13. ↑  Vinocur, John (16. 5. 1980). „West Germans to Boycott Games” (PDF). The New York Times (на језику: енглески). 129 (44585).
14. ↑  Vinokur, Boris (15. 4. 1980). „How the Russians break the Olympic rules”. The Christian Science Monitor.
15. ↑  Ruiz, Rebecca R. (13. 8. 2016). „The Soviet Doping Plan: Document Reveals Illicit Approach to '84 Olympics”. The New York Times.
16. ↑  Sarantakes. Dropping the Torch, pp. 115–118.
17. ↑  Honey, Martha (4. 2. 1980). „Ali Spars With Second Thoughts As Africans Argue Boycott Issue”. The Washington Post. Приступљено 10. 6. 2017.
18. ↑  Ezra, Michael (5. 6. 2016). „Muhammad Ali's Strange, Failed Diplomatic Career”. POLITICO Magazine. Приступљено 10. 6. 2017.
19. ↑  Cuddihy, Martin (9. 6. 2016). „Muhammad Ali: Africa remembers the boxing legend”. ABC News (Australia). Приступљено 4. 9. 2016.
20. ↑  Minami, Kazushi (2024). People's Diplomacy: How Americans and Chinese Transformed US-China Relations during the Cold War. Ithaca, NY: Cornell University Press. стр. 157. ISBN 9781501774157.
21. ↑  „TIMELINE: Jews in the Summer Olympics”. 20. 7. 2012.
22. ↑  Associated Press (23. 4. 1980). „Governments slapped for boycott pressure”. The Spokesman-Review. Spokane, Washington. стр. C1. Приступљено 8. 8. 2012.
23. 1 2  1980 Summer Olympics Official Report from the Organizing Committee Архивирано јун 22, 2006 на сајту , vol. 2, p. 190.
24. 1 2  Golan, Galia (1990). Soviet Policies in the Middle East from World War Two to Gorbachev (на језику: енглески). Cambridge University Press. стр. 193. ISBN 978-0-521-35332-8. OCLC 875392804.
25. ↑  Freedman, Robert O (1991). Moscow and the Middle East: Soviet policy since the invasion of Afghanistan (на језику: енглески). Cambridge University Press. стр. 78. ISBN 978-0-521-35184-3. OCLC 912575066.
26. ↑  1980 Moscow. olympic.org.nz
27. ↑  „Showing the Flagin Moscow | International Society of Olympic Historians – ISOH”.
28. ↑  „White House Protests Plan to Use U.S. Flag at Moscow Olympics”. The New York Times. 18. 7. 1980.
29. ↑  „The story of L.A.'s oddball flag. Wait, L.A. Has a flag?”. Los Angeles Times. 5. 10. 2021.
30. ↑  „Los Angeles Flag to Fly at Moscow”. The New York Times. август 1980.
31. ↑  Eaton, Joseph (новембар 2016). „Reconsidering the 1980 Moscow Olympic Boycott: American Sports Diplomacy in East Asian Perspective”. Diplomatic History. 40 (5): 845—864. JSTOR 26376807. doi:10.1093/dh/dhw026. Приступљено 20. 6. 2022.

На Играма је учествовало седам земаља без учешћа на церемонији отварања: Белгија, Француска, Италија, Луксембург, Холандија, Сан Марино, Швајцарска.
Најмање пет националних тимова учествовало је на Играма под олимпијском заставом, а не својим националним или националним заставама, јер би ово последње значило да је њихово учешће званично санкционисано од стране њихових нација: Аустралија, Андора, Данска, Ирска, Порторико.
Неке нације су се такмичиле под заставом свог Националног олимпијског комитета: Шпанија, Португал, Нови Зеланд.

## Алтернативни догађаји
Догађаји су организовани одвојено у неколико спортова, укључујући Liberty Bell Classic за атлетику и <i>USGF International Invitational</i> за гимнастику. Боксерски меч одржам 10. фебруара 1980. између представника Кубе и САД био је једини сусрет кубанских и америчких боксера и представљао је важан догађај у боксу; амерички боксерски тренер Том Џонсон назвао је „једним од најбољих мечева године“.

## Совјетске новчане накнаде
У априлу 1981. године, федерални окружни суд на Менхетну одобрио је нагодбу две тужбе које су укључивале више од 9.000 Американаца који су тражили повраћај уплата које су извршили за путовања на Олимпијске игре које су отказане због бојкота.
Према споразуму из априла 1981. накнаде су повећане: Американцима који су отказали путовања пре 1. марта 1980. надокнађено је укупно 85 одсто трошкова, док је онима који су отказали након тог датума надокнађено 63 одсто.